# Lotto Soudal Ladies/2018
Deze pagina geeft een overzicht van Lotto Soudal Ladies in 2018.

## Rensters
| Naam                    | Geboortedatum | Nationaliteit | Ploeg 2017                         |
| ----------------------- | ------------- | ------------- | ---------------------------------- |
| Isabelle Beckers        | 04-03-1983    | België        |                                    |
| Alana Castrique         | 08-05-1999    | België        | Neo                                |
| Valerie Demey           | 17-01-1994    | België        | Sport Vlaanderen-Guill D'or        |
| Annabelle Dréville      | 04-03-1995    | Frankrijk     | FDJ Nouvelle-Aquitaine Futuroscope |
| Annelies Dom            | 08-04-1986    | België        |                                    |
| Marjolein van 't Geloof | 27-03-1996    | Nederland     | Neo                                |
| Chantal Hoffmann        | 30-10-1987    | Luxemburg     |                                    |
| Demi de Jong            | 11-02-1995    | Nederland     | Parkhotel Valkenburg-Destil        |
| Lotte Kopecky           | 10-11-1995    | België        |                                    |
| Puck Moonen             | 20-03-1996    | Nederland     |                                    |
| Kelly Van den Steen     | 01-09-1995    | België        | Sport Vlaanderen-Guill D'or        |
| Fenna Vanhoutte         | 06-07-1997    | België        |                                    |
| Julie Van de Velde      | 02-06-1993    | België        |                                    |

2006 · 2007 · 2008 · 2009 · 2010 · 2011 · 2012 · 2013 · 2014 · 2015 · 2016 · 2017 · 2018 · 2019 · 2020 · 2021 · 2022 · 2023 · 2024